# Gil Arantes
Gilberto Macedo Gil Arantes (nascido Gilberto Macedo Arantes), Barueri, 12 de marco de 1952 é um político brasileiro, e ex-prefeito da cidade brasileira de Barueri. Gil Arantes é casado com Silvia Helena Arantes e pai de três filhos, Ricardo Macedo Arantes, Antonio Macedo Arantes Neto e Natalia Macedo Arantes Lancaster.

## Vida
Gil Arantes começou desde muito cedo a trabalhar, aos 11 anos, já era office-boy no antigo despachante Castro. Com apenas 16 anos, Gil já demonstrava sua vocação empreendedora, assumindo 50% da sociedade do escritório. Após muito trabalho, com dezoito anos comprou os outros 50% da sociedade, tornando-se proprietário único da empresa. Sua vida política teria início quando trabalhou no escritório de Waghi Sales Nemer, um dos emancipadores de Barueri, onde era comum a presença de políticos.

## Carreira política
Foi em 1985, durante a primeira administração do prefeito Rubens Furlan, que Gil Arantes foi convidado para assumir o cargo de secretário de Esporte, com o desafio de barrar a violência no futebol. Ao assumir o cargo, criou duras regras que deram resultado positivo e imediato, colocando fim aos tumultos freqüentes em atividades esportivas de Barueri e representando a exclusão de times de futebol, dos campeonatos municipais de futebol. Ele permaneceu na Secretaria de Esportes até 1988, quando a cidade elegeu Carlos Alberto Bel Correia à prefeitura (gestão 88/92). O então novo prefeito indicou Gil para comandar a Secretaria de Edificações Públicas (atual Secretaria de Obras) e, pelo seu bom desempenho, foi mantido na gestão seguinte, exercida por Rubens Furlan, entre 1992 e 1996.
A dedicação ao povo de Barueri rendeu a Gil o convite de Furlan para concorrer ao governo da cidade nas eleições de 1996, seria a primeira disputa eleitoral de sua vida.

### Prefeitura (1º e 2º mandato)
Filiado ao PFL (atual Democratas), Gil concorreu as eleições municipais de Barueri em 1996. Apoiado por seu padrinho político, o então prefeito Rubens Furlan, Gil Arantes vence a disputa eleitoral, com 65.728 votos, equivalente a 62,70% dos votos validos, tendo uma importante personalidade da política barueriense, como vice na chapa, o ex-prefeito Arnaldo Rodrigues Bittencourt.
Graças ao bom trabalho do governo Gil, o povo de Barueri, concedeu a ele, a honra de ser o primeiro prefeito reeleito para dois mandatos, de forma consecutiva. Nas eleições realizadas em 1 de outubro de 2000, Gil, contando com o apoio maciço dos principais nomes da cidade, foi reeleito prefeito, com 102.469 votos, atingindo a incrível marca de 90,24% dos votos, feito ainda não superado na cidade.

### Deputado Estadual
Terminando seu mandato em 2004, Gil apoia seu padrinho político, Rubens Furlan, para sua sucessão, e em outubro do mesmo ano, Furlan é eleito, dando sequencia ao trabalho, que Gil vinha desenvolvendo. Em 2006, Gil Arantes resolve tentar uma vaga na Assembleia Legislativa de São Paulo e consegue se eleger, com 149.642 votos, sendo o sexto mais bem votado no estado. Na campanha para deputado estadual de 2006, uma das bandeiras de Gil Arantes foi a criação de uma secretaria específica para assuntos metropolitanos, com objetivo de resolver problemas como enchentes, destinação final dos resíduos sólidos, poluição de rios e represas, preservação de áreas de mananciais, habitação, transporte, dentre outros. Gil, foi reeleito em 2010 com 145.128 votos, não medindo esforços na busca por mais recursos para os municípios junto ao governo estadual, principalmente para cidades com poucas condições de investimentos, pois muitos municípios mal conseguem dar conta da folha de pagamento, e não oferecem à população serviços básicos de qualidade nas áreas de saúde, educação e infraestrutura. Gil Arantes lutou pela aprovação do Projeto de Lei 120/2009, que cria o programa "Mãe Adolescente na Escola". O objetivo da propositura era incentivar as adolescentes gestantes ou mães adolescentes a não interromperem os estudos e, com isso, ficarem excluídas do mercado de trabalho. O projeto prevê prioridade na obtenção de vaga para o filho em qualquer creche estadual, bem como garante matrícula para a adolescente em qualquer escola pública do Estado. Gil também viabilizou a implantação de mais escolas técnicas com ensino profissionalizante, como o caso das Etec e também as Fatec pelo Estado, para que os jovens tenham oportunidade de trabalho com mão de obra qualificada.

### Racha com Furlan
Em meados do ano de 2011, padrinho e afiliado se desentenderam, visando as eleições de 2012, causando um racha jamais visto na cidade, dada a força e prestigio político conquistado ao longo de suas carreiras.

### Eleições 2012
A eleição municipal de Barueri em 2012 aconteceu no dia 7 de outubro de 2012, para eleger o prefeito, o vice-prefeito e 21 vereadores, numa das disputas mais acirradas da história, Gil Arantes, do DEM, foi eleito com 54,74% dos votos válidos, ainda em primeiro turno, Gil contou como principal opositor, Carlos Zicardi, do PMDB, apoiado pelo atual prefeito Rubens Furlan, agora opositor ao governo Gil, apesar do grande empenho de Furlan, Zicardi ficou em 2º lugar na disputa, com 41,21% dos votos válidos.

### Prefeitura (3º mandato)
Gil iniciou seu mandato colocando em pratica várias medidas, que constavam em seu plano de governo, a primeira delas foi o atendimento na Farmácia Municipal 24 horas por dia, um desejo antigo de Gil.

#### Saída da política
Após 31 anos de vida pública, Gil Arantes anunciou em nota enviada á imprensa, que ao final de seu terceiro mandato como prefeito, em dezembro de 2016, irá encerrar sua carreira pública, conseguintemente não sendo candidato à reeleição, alegando problemas de saúde, Gil reiterou, além de tudo o desejo de se dedicar ao convívio familiar.

#### Retorno à política
Apesar do afastamento da política afirmado em 2016, Gil se tornou candidato à prefeitura de Barueri nas eleições de 2024, filiado ao União Brasil e tendo como vice sua esposa Sílvia Arantes (PL). Disputando a eleição contra o candidato do ex-aliado e então prefeito Rubens Furlan, Beto Piteri, termina derrotado em segundo turno, somando 43,52% dos votos válidos.

## Desempenho em eleições
| Ano  | Eleição               | Coligação                                                                                 | Partido | Candidato a       | Votos         | Votos em Barueri                                        | Resultado  |
| ---- | --------------------- | ----------------------------------------------------------------------------------------- | ------- | ----------------- | ------------- | ------------------------------------------------------- | ---------- |
| 1996 | Municipal de Barueri  | PFL                                                                                       | PFL     | Prefeito          | —             | 65.728 (1º - turno único)                               | Eleito     |
| 2000 | Municipal de Barueri  | "O Trabalho Continua" (PFL,PPB, PTB, PMDB, PST, PL,PSDC, PHS, PMN, PSB, PSD, PSDB)        | PFL     | Prefeito          | —             | 102.469 (1º - turno único)                              | Eleito     |
| 2006 | Estadual de São Paulo | PFL, PSDB                                                                                 | PFL     | Deputado Estadual | 149.642 (6º)  | 60.323 (1º)                                             | Eleito     |
| 2010 | Estadual de São Paulo | DEM, PSDB                                                                                 | DEM     | Deputado Estadual | 145.128 (13º) | 58.594 (1º)                                             | Eleito     |
| 2012 | Municipal de Barueri  | "Barueri Para Todos" DEM, PTB, PRB, PP, PDT, PSL, PR, PSD, PSDC, PRTB, PTC, PSB, PRP, PSD | DEM     | Prefeito          | —             | 91.329 (1º - turno único)                               | Eleito     |
| 2024 | Municipal de Barueri  | "Aqui tem Barueri" UNIÃO, PP, PL, PRD, PRTB, MOBILIZA, Agir, PSD, Avante e PDT            | UNIÃO   | Prefeito          |               | 80.426 (2º - primeiro turno) 81.423 (2º -segundo turno) | Não Eleito |